# أبو ملعقة وردي
أبو ملعقة الوردي(Ajaia)هو طائر ينتمي لجنس أبو ملعقة، والتي تنتمي إلى فصيلة أبو منجليات ،وهي تعيش في جنوب شرق أميركا الجنوبية ،ويتواجد معظمها في جبال الانديز وفي المناطق الساحلية بمنطقة البحر الكاريبي وأمريكا الوسطى والمكسيك، وساحل الخليج في الولايات المتحدة.

## الوصف
- يصل طول أبو ملعقة الوردي إلى 80 سم، وطول أجنحته إلى 120-130 سم، له سيقان طويلة ورقبة طويلة، وياتي لون الريش وردي فاتح في جميع الجسم بينما القليل من الوردي الغامق أعلى الأجنحة مع رقبة بيضاء ومنقار أبيض باهت.
- كاباقي جنس أبو ملعقة تطير ورؤوسها ممدودة إلى الأمام.

## التكاثر
- تعشش هذه الطيور في الأشجار بالقرب من البحيرات وتضع 2-5 بيضات بيضاء اللون وبينة، ويأتي لون الصغار وردي شاحب إلى مصفر.

## التهديدات
- لاتوجد معلومات حول افتراس البالغين، بينما سجلت افتراس صغارها في تركيا ،وأبرز المفترسين : عقاب أصلع، الراكون، والنمل الناري.

## الغذاء
- يتغذى أبو ملعقة الوردي على المائبات والعوالق القشريات، والخنافس المائية الحشرات، وعادة ماتجد أبو ملعقة الوردي يتغذى بالقرب من مالك الحزين والبجع الأبيض الأمريكي.

## الصور

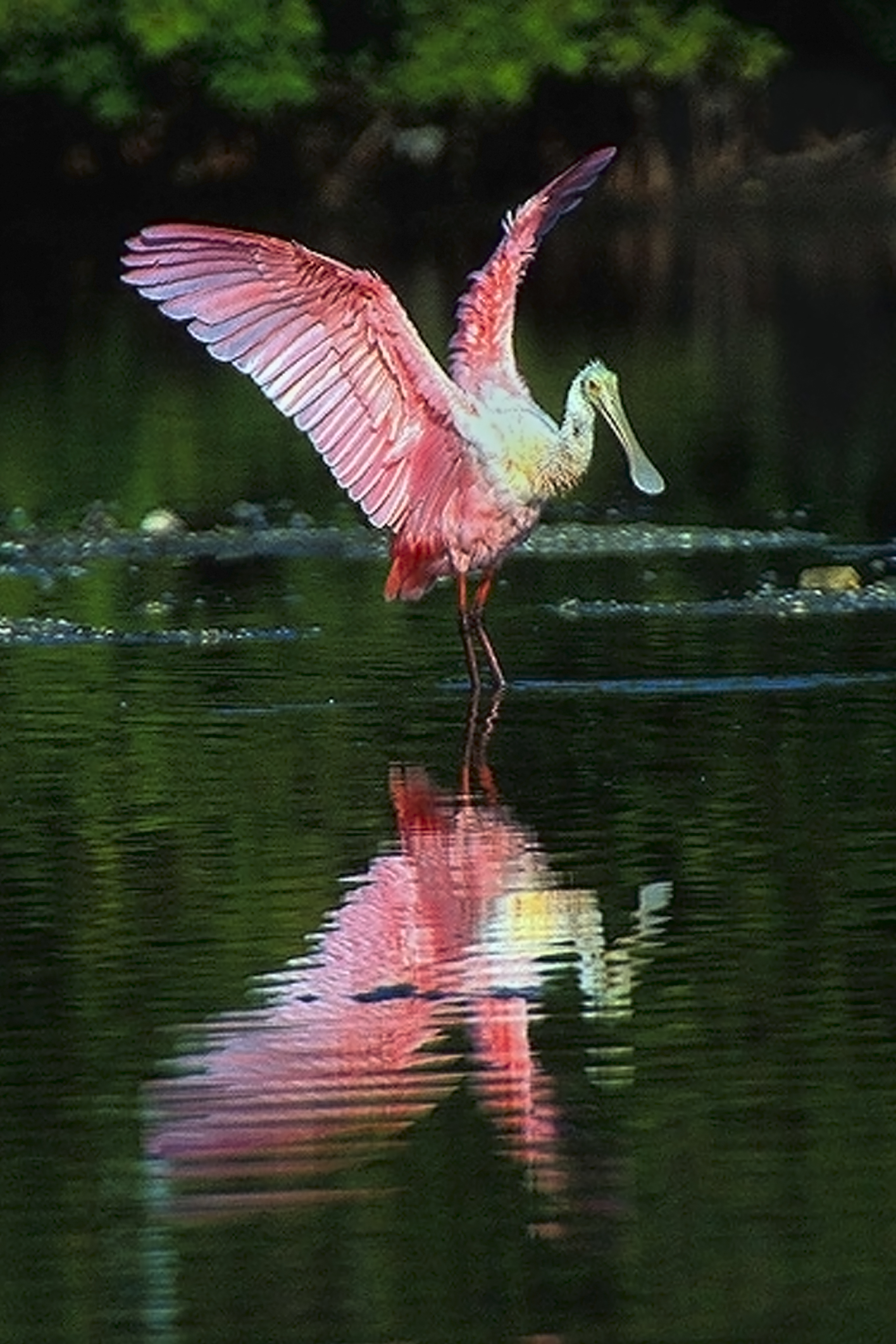
.
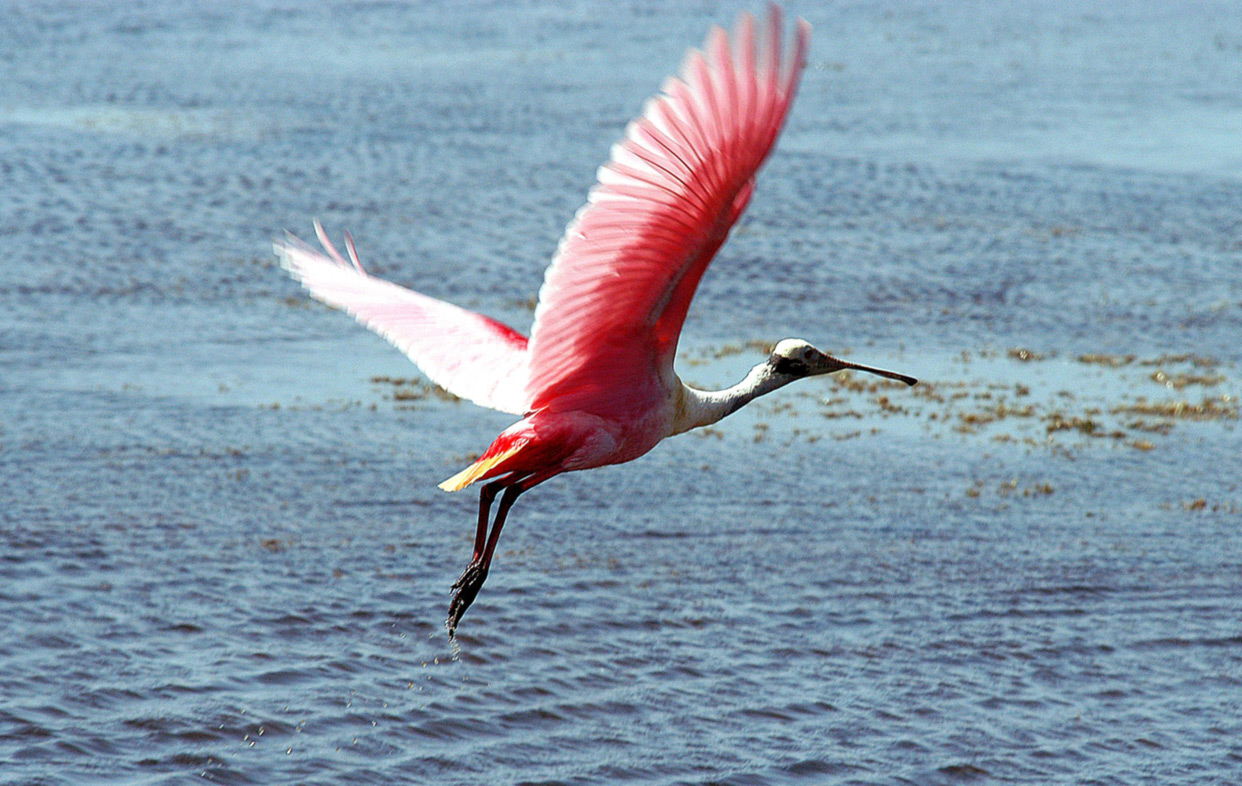
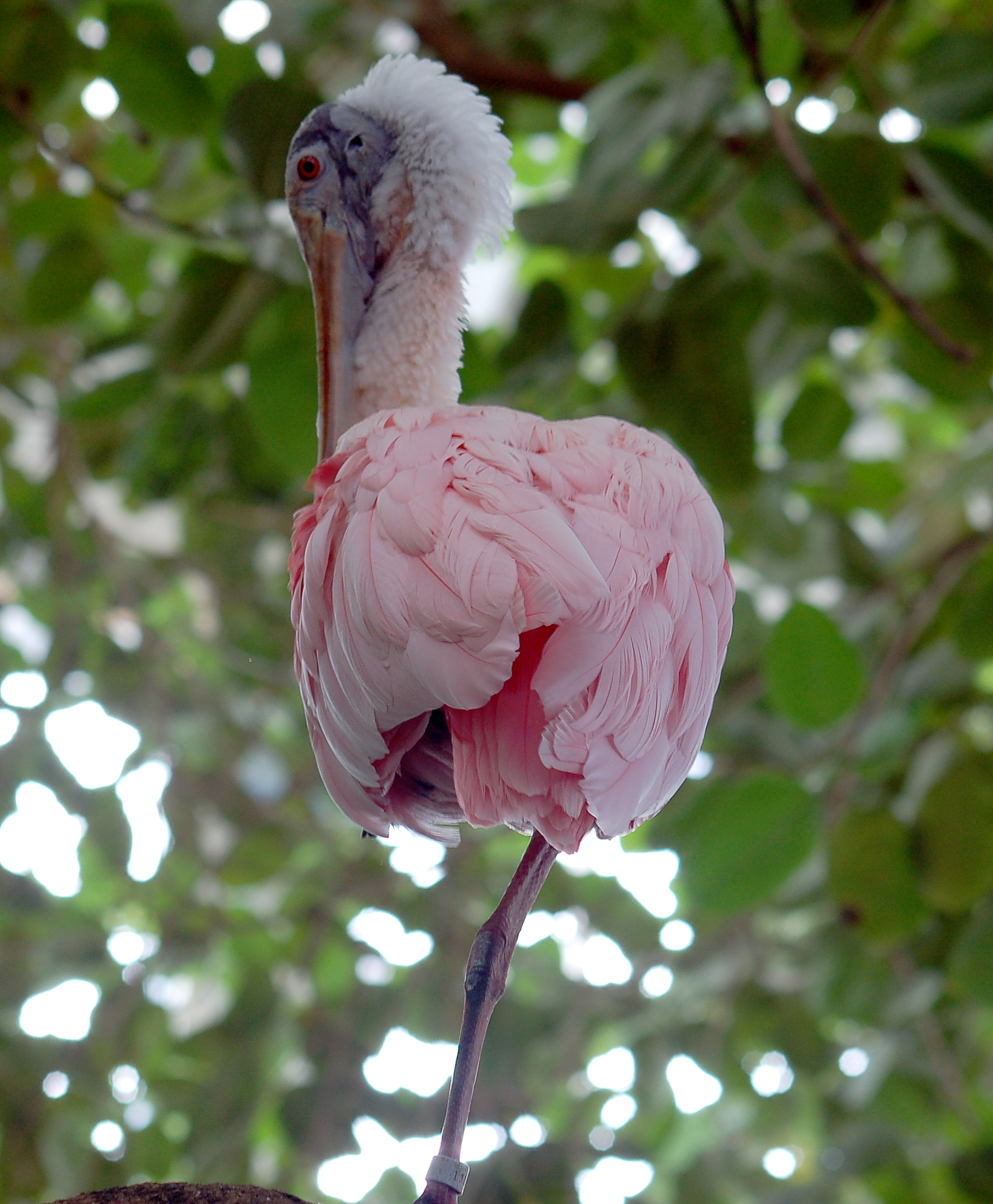
.
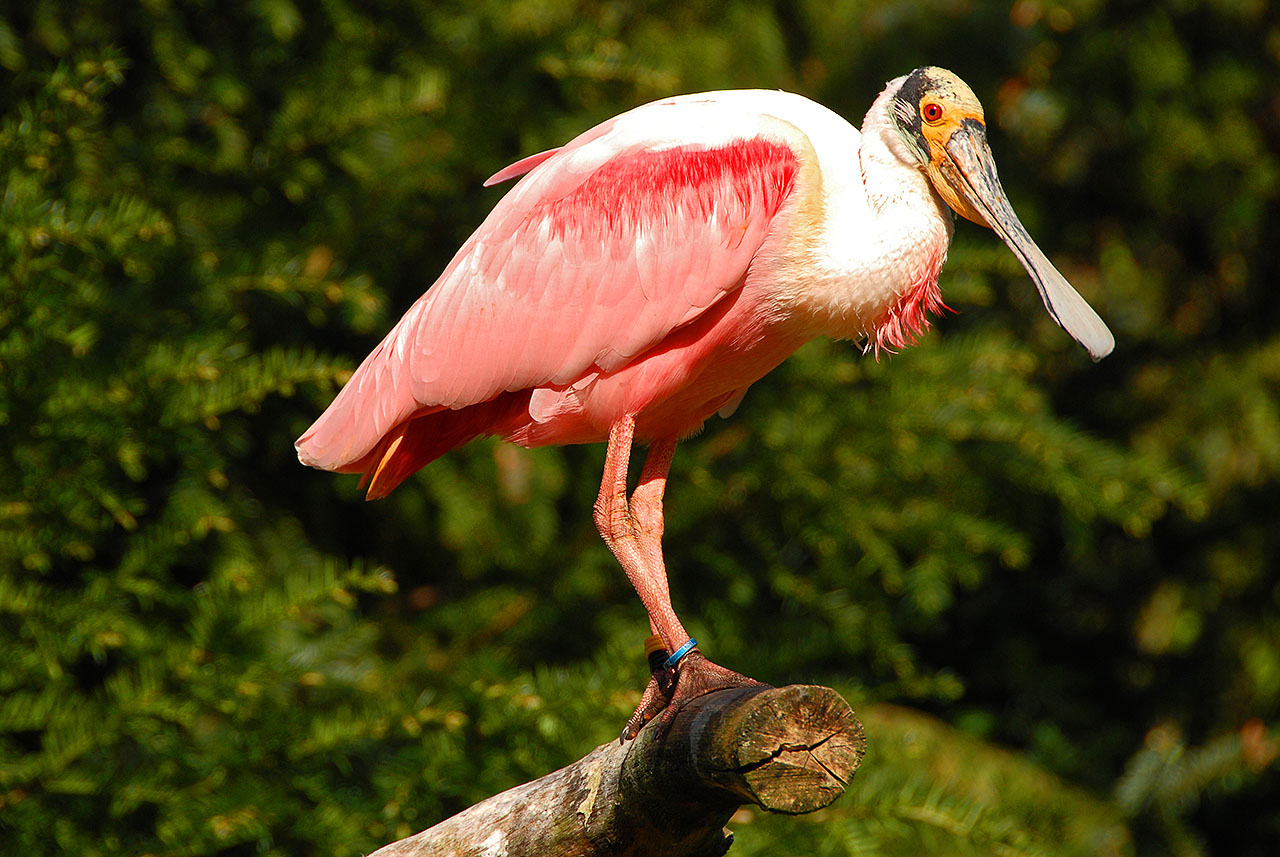
.